# 罗永章
罗永章（1962年—），山东省栖霞市人，清华大学教授、香港中文大学客座教授，研究领域为肿瘤微环境及癌症早期诊断等。任中华人民共和国教育部第四批"长江学者"特聘教授。

## 生平
曾就读于兰州大学化学系物理化学专业、田纳西州大学诺克斯维尔分校生物化学系、加州大学伯克利分校分子与细胞生物学系。

## 家庭
他妻子是央视主播海霞，2003年生下女儿。